# Telemarketing

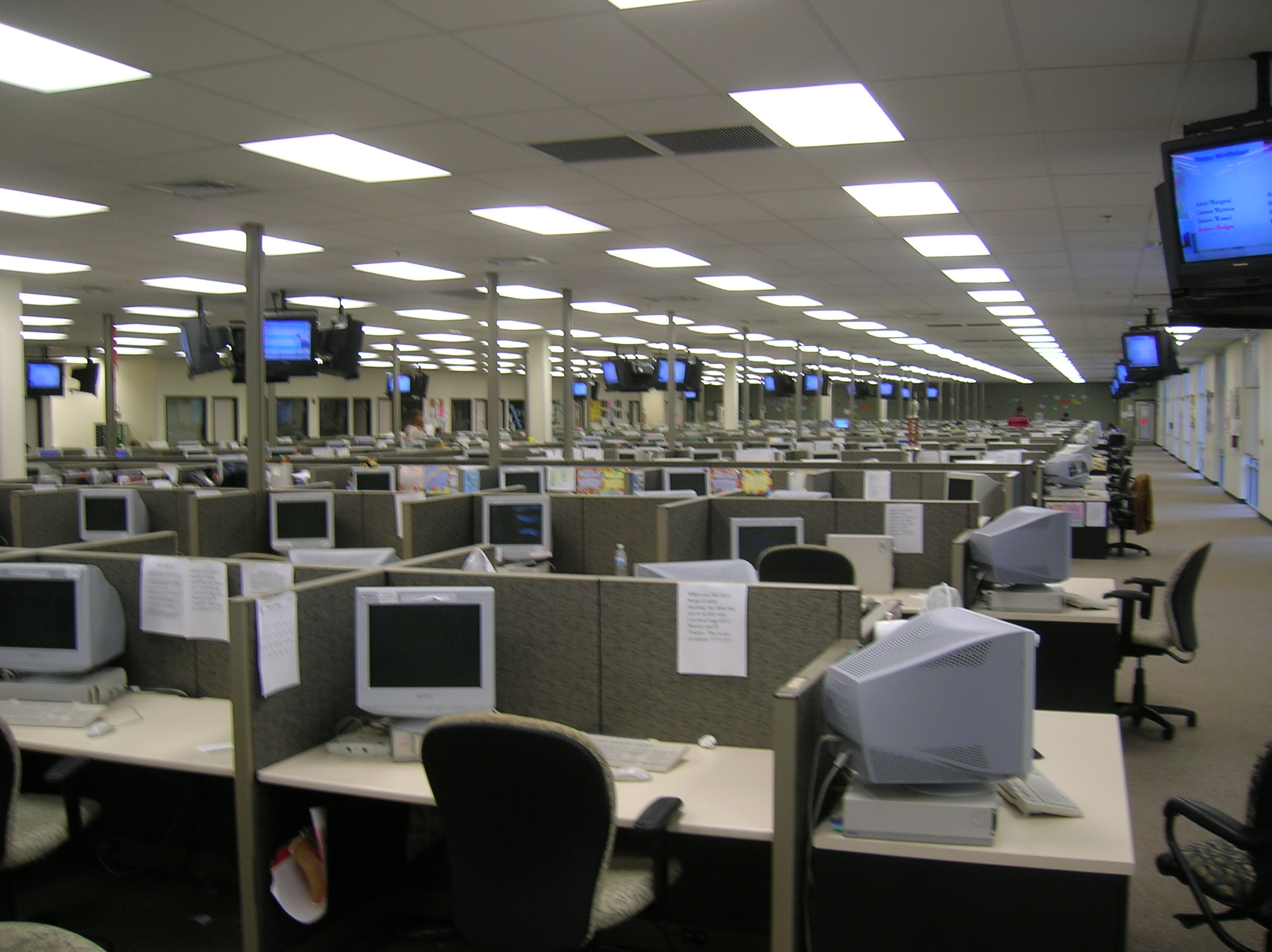
Een callcenter in Amerika; op dergelijke locaties kunnen vele telemarketeers tegelijk aan het werk

Telemarketing (T.M.) of telefonische verkoop is het verkopen of aanprijzen van goederen, diensten of denkbeelden door direct contact te maken via een telefonisch gesprek. Mensen die dit werk verrichten worden telefonische verkopers, telemarketeers of agents genoemd en werken voor telemarketing bureaus of agencies die zowel extern ingehuurde bureaus kunnen zijn als een interne afdeling van het bedrijf waarvoor zij bellen, dit doen zij in een callcenter. De mensen die zij bellen zijn op het moment van het telefoongesprek een prospect, of een potentiële klant.

## Soorten telemarketing
Telemarketing vindt plaats op verschillende manieren. De meest gebruikelijke indeling is die naar de aard van de relatie met de mogelijke klant. Er worden twee hoofdgroepen onderscheiden, de inbound en de outbound. Het verschil tussen deze groepen is de manier waarop het gesprek tot stand komt.

### Initiatief van de klant (inbound)
Bij dit type telemarketing ligt het initiatief voor het gesprek bij de mogelijke klant. Deze belt een (doorgaans betaald) telefoonnummer op, en krijgt een agent aan de lijn. Deze vorm van telemarketing biedt de kleinste kans op irritatie bij de prospect; immers, als deze niet gediend is van het gesprek zou hij/zij niet opgebeld hebben. Binnen de inkomende gesprekken wordt er vaak een onderscheid gemaakt tussen bestaande en nieuwe klanten.
- Nieuwe klant - nieuwe klanten bellen de telemarketeer op met een verzoek om informatie. Vanuit zowel het perspectief van de telemarketeer als dat van de mogelijke klant gezien is dit de meest gunstige uitgangssituatie, omdat er totaal geen weerstand is tegen het aanbod. De prospect is immers zelf op zoek naar informatie over hetgeen aangeboden wordt. Hoewel de klant vaak aanvankelijk slechts op zoek is naar informatie resulteert zo'n gesprek vaak in een verkoop, dankzij de verkooptechniek van de agent.
- Bestaande klant - een bestaande klant is iemand die, zoals de naam al aangeeft, op dit moment al klant is bij het bedrijf waarvoor het telemarketingbureau aan het bellen is. Helaas voor de agent is het vaak zo dat als een bestaande klant naar de verkoopafdeling belt deze persoon helemaal niet op zoek is naar datgene wat de telemarketeer kan aanbieden. In een groot deel van de gevallen zijn deze mensen op zoek naar de hulp en ondersteuningsafdeling van het bedrijf.

### Initiatief bij het telemarketingbedrijf (outbound)
Bij deze vorm is er sprake van een door de klant niet gezocht telemarketing-gesprek. Vaak wordt er gebruikgemaakt van automatische systemen die 'naar buiten bellen' en pas op het moment dat iemand opneemt ervoor zorgen dat het gesprek naar een agent wordt doorgeleid. Dit is deels de reden dat een telemarketing gesprek vaak begint met de woorden 'Ik ben op zoek naar dhr/mevr Uw Naam', omdat het gesprek nog niet doorgeleid was tijdens de begroeting door de opgebelde na het opnemen van de telefoon. Er worden verschillende soorten mensen benaderd via opbellen: huidige klanten, mensen die interesse hebben aangegeven en onbekenden.
- Huidige klanten - huidige klanten zijn mensen die al eens bij de beller iets gekocht hebben, of geabonneerd zijn op diensten van de aanbieder. Aanbiedingen voor huidige klanten komen vaak neer op het aanbieden van een duurder pakket: meer mogelijkheden, maar ook een hogere prijs.
- Geïnteresseerden - geïnteresseerden zijn mensen die hebben aangegeven interesse te hebben in een van de producten die de beller aanbiedt, en daar meer informatie over willen. Voorbeelden hiervan zijn aankruisvakjes op aanmeldformulieren, terugstuurbonnen in een informatiepakket of het geven van een telefoonnummer naar aanleiding van een vraaggesprek op straat.
- Vreemden (cold calling) - cold calling, ofwel het opbellen van willekeurige mensen die geen bestaande relatie met de organisatie hebben, is verantwoordelijk voor een groot deel van de negatieve associaties die mensen bij telemarketing hebben. Cold calling vindt niet alleen van bedrijven naar consumenten plaats, maar vormt ook een belangrijk middel in de relaties tussen bedrijven onderling.

## Voordelen telemarketing
- Direct contact - doordat er, in tegenstelling tot een e-mail of brief correspondentie, direct contact is met iemand kunnen dingen sneller in orde gemaakt worden.
- Interactieve informatie - bij websites en folders is er regelmatig een lijst met veelgestelde vragen als onderdeel van de informatie. Vaak staat wat men wil weten er echter niet bij. Een telemarketing-gesprek is in dit opzicht handiger, omdat men vragen kan stellen aan een persoon die er voor zit om ze te beantwoorden, en het desnoods aan een supervisor kan vragen als hij of zij het niet weet. Het is dus mogelijk meer informatie te vragen voor een keuze gemaakt wordt.

## Nadelen telemarketing
- Snelle beslissing - Veel mensen voelen zich bij een telemarketing gesprek gedwongen tot een snelle beslissing terwijl ze er eigenlijk nog even over willen nadenken. Dat is heel begrijpelijk, want het gaat vaak over langetermijnverplichtingen of grote bedragen. Elke telemarketing afspraak wordt opgenomen, zodat de klant en de agent beide kunnen terugvallen op de gemaakte afspraak. Ook wordt er binnen zeven dagen een verplichte schriftelijke bevestiging opgestuurd. Omdat nogal wat mensen telefonisch een contract afsluiten zonder dat te beseffen, gaan er steeds meer stemmen op om de termijn waarop een overeenkomst ongedaan kan worden gemaakt, te verlengen.[1]
- Misleiding - niet zelden verzuimen de marketeers direct te zeggen waar ze voor bellen, en suggereren ze de gebelde dat deze korting kan krijgen. Sommige bedrijven staan hier bekend om.Volgens de Code Telemarketing die geldt sinds 19 mei 2004[2] is het telemarketeers verboden de consumenten te misleiden.
- Ongelegen bellen - telemarketeers lijken vaak rond etenstijd te bellen. Sommige belbedrijven zetten inderdaad bewust meer mensen in op dat tijdstip, maar veelal komt dat simpelweg omdat mensen thuis zijn rond etenstijd: door de bedrijven wordt de hele dag door gebeld, maar als mensen aan het werk zijn merken ze niet dat ze door een telemarketeer benaderd zijn. Telemarketeers hebben vaak de mogelijkheid om samen met de klant/prospect een terugbelafspraak te maken op een voor hun betere tijd. Volgens de Code Telemarketing zijn telemarketeers verplicht aan het begin van het telefoongesprek te vragen of ze gelegen bellen. Dit heet de gelegenheidsvraag.
- Gebrek aan overzicht - belscripts zijn weliswaar bedoeld om uniformiteit (gelijkheid) te creëren binnen het callcenter voor wat betreft de wijze van telemarketing, maar veel en vooral de ervaren agents wijken vaak af van het geldende belscript. Hierdoor kan het overzicht verdwijnen. En omdat er vaak vele agents op één project bellen, is het lastig om deze groep elke dag de geldende target te laten behalen. Ook is het vaak niet duidelijk voor supervisors of iedereen voldoende weet van het aan te bieden product en de geldende actie(voorwaarden). Via monitoring wordt toezicht gehouden op de callcenter agents, in de zin dat hun prestaties worden gemeten en wordt gekeken hoeveel telefoontjes ze plegen, hoelang ze gemiddeld met iemand in gesprek zijn en hoeveel ze scoren.
- Onkundige agents - callcenter-agents (de mensen die bellen), worden vaak binnen korte termijn ingezet op een project zonder dat ze voldoende kennis hebben van het door hen aangeboden product. Er zijn vaak wel trainingen binnen callcenters maar deze zijn voor veel agents onvoldoende om de benodigde informatie te kunnen verstrekken over het product, als de consument doorvraagt.

## Gebruikte methodes

### Scripts
Veel mensen denken dat telemarketeers hun tekst van een script oplezen. Dit is, vooral bij beginnende agents, inderdaad zo. Er is een script dat op het computerscherm verschijnt met alle relevante informatie. De meer ervaren agents krijgen al snel door dat zo'n script niet aansluit bij hun eigen stijl of die van de klant, en gaan dus afwijken. Zo lang alle kritieke informatie aan bod komt is dat ook geen enkel probleem. In zo'n geval is het script niet meer dan een leidraad die de agent kan aanhouden om ervoor te zorgen dat hij of zij niets vergeet.
- Voordelen van een script: Telemarketingbureaus huren voor hun activiteiten vaak parttimers in. Het is zwaar en (zo vinden veel mensen) eentonig werk. Dus is het verloop onder het personeel hoog. Daarnaast kun je van een telemarketeer niet verwachten dat hij of zij ook verstand heeft van wat hij verkopen moet.

Een ander voordeel van een script is dat het zorgt voor uniformiteit (gelijkheid) van de te voeren gesprekken onder de telemarketeers die op een bepaald project bellen. Ze vertellen dan allemaal min of meer hetzelfde verhaal aan de telefoon.
- Nadelen van een script: Het probleem is dat de meeste scripts geen persoonlijkheid hebben. Daardoor klinkt het meestal nogal slaapverwekkend. Wat een telemarketeer dus moet doen, is het script opdienen in zijn eigen woorden zodat het natuurlijk overkomt.

### Stemgebruik en houding
Het is bewezen dat vragen stellen en enthousiasme ervoor zorgen dat de klant zich betrokken gaat voelen bij het gesprek en het minder vervelend vindt dat hij wordt opgebeld. Door veel stembuigingen te maken (van hoog naar laag) en belangrijke woorden te benadrukken kan de agent proberen de aandacht vast te houden.
Bij stemgebruik is het belangrijk dat de telemarketeer Algemeen Nederlands (AN) praat, een goede articulatie heeft (woorden duidelijk uitspreekt) en in verschillende toonhoogtes praat (intonatie).

### Correct taalgebruik
Het is belangrijk dat de telemarketeer meeveert met de consument, dat wil zeggen dat hij hem gelijk geeft en complimenten geeft, een positief woordgebruik heeft en dus negatieve woorden zoals 'niet' en 'geen' vermijdt. Daarnaast moeten jargon (vaktaal), twijfelwoorden, stopwoorden en verkleinwoorden (zoals 'krantje', 'tijdschriftje' en 'proefpakketje') vermeden worden.
Ook moet de telemarketeer in de tegenwoordige tijd praten en een 'ja-ritme' vertonen door het woord 'ja' in de mond te leggen bij de consument met suggestieve vragen als "Dat is mooi toch?".
Gedurende het gesprek moet de telemarketeer de leiding houden en bepalen wat de richting van het gesprek is. Ook moet de telemarketeer herhaling vermijden.

### Telefoonetiquette
Naast wettelijke bepalingen zijn er ook ongeschreven regels van fatsoen en beleefdheid die callcenter medewerkers (telemarketeers) in acht zouden moeten nemen. Deze ongeschreven fatsoensregels houden in, dat de telemarketeers de consumenten niet mogen tutoyeren dus met "u" moeten aanspreken, dat de telemarketeers met twee woorden moeten spreken ('meneer', 'mevrouw') en dat ze moeten aangeven dat ze iemand in de wacht gaan zetten. Als het wachten langer dan 20 seconden duurt, moeten ze aangeven dat ze nog even geduld moeten hebben. Ook als een consument wordt teruggebeld, moet worden gevraagd of het gelegen komt. Ten slotte moet de telemarketeer de consument altijd laten uitpraten. De telemarketeer moet echter wel als eerste ophangen zodat het bandje met het Bel-me-nietregister wordt aangeboden.

## Wetgeving in Nederland

### Telecommunicatiewet
Volgens de Telecommunicatiewet is het verplicht de gelegenheidsvraag te stellen na het aangeven van het commerciële oogmerk (de intro). Ook moeten volgens deze wet het Bel-me-niet Register en het Recht van verzet actief worden aangeboden.

#### Bel-me-niet Register (BMNR)
Op 1 oktober 2009 is in Nederland wetgeving ingegaan waarbij telemarketeers verplicht zijn om eerst het Bel-me-niet Register te raadplegen vóórdat ze mogen bellen. Tevens is het per deze datum verboden om spam naar bedrijven te sturen, naar particulieren was al verboden.
In Nederland geldt wat betreft telemarketing een opt-out regime, wat inhoudt dat men gebeld mag worden tenzij men aangeeft dat men dit niet op prijs stelt via het Bel-me-niet Register of het recht van verzet.

##### Categorieën binnen het Bel-me-niet Register (BMNR)
Er zijn tien categorieën telemarketing waar men zich voor kan afmelden in het Bel-me-niet Register, dus waar men niet meer voor gebeld wil worden. Dit zijn:
- Auto's en toebehoren
- Loterijen
- Horoscopen
- Boeken en muziek
- Kranten en tijdschriften
- Energie
- Financiële dienstverlening
- Telecommunicatie en computers
- Goede doelen
- Thuiswinkelen

#### Recht van verzet (RVV)
Het Recht van verzet houdt in dat de consument verzet kan aantekenen tegen het gebruik van zijn/haar telefoonnummer voor telemarketingdoeleinden. Het Recht van verzet moet actief worden aangeboden in een telefoongesprek op het gebied van telemarketing.
Als iemand abonnee of lid is (geweest) van een bedrijf, mag deze nog steeds benaderd worden door dat bedrijf zelfs met een inschrijving in het Bel-me-niet Register. Met het recht van verzet kunnen consumenten ook hiertegen verzet aantekenen. Ook 'zusterorganisaties' van het betreffende bedrijf mogen de consument dan niet meer benaderen voor (andere) acties.
Ook als iemand een offerte, een prijsopgave of iets dergelijks opvraagt voor zichzelf of iemand anders bij een bedrijf waarvoor de consument in kwestie zich heeft laten registreren in het register dan mag het bedrijf de registratie negeren. De consument hoeft daar niet eerst expliciet toestemming voor te geven via het register. Het is dan ook mogelijk het telefoonnummer van een consument die in het register staat op te geven in combinatie met andere naam- en adresgegevens. 
Wanneer een consument tijdens het telefoongesprek verzoekt om opname in het bel-me-niet Register en/of recht van verzet, is de telemarketing agent verplicht hieraan gevolg te geven. Deze maakt dit dan samen met de klant aan de telefoon in orde.

#### Direct opt-out
Volgens een uitspraak van de OPTA uit 2011 is het verplicht de klant in te schrijven in het Bel-me-niet Register en/of voor het recht van verzet indien de klant daarom vraagt. Dit heet de direct opt-out. De telemarketeer schrijft de klant dan handmatig in voor het recht van verzet en/of het Bel-me-niet Register.
Hiervan dient gebruik te worden gemaakt wanneer de klant duidelijk geïrriteerd is dat hij/zij wordt gebeld en wanneer de klant expliciet aangeeft dat hij/zij uit het bestand gehaald wil worden.
Een minder voorkomende situatie waarbij gebruik wordt gemaakt van de direct opt-out is, wanneer de bandopname van de Interactive voice response (IVR) niet werkt ten gevolge van een storing. De telemarketeer geeft dan aan het einde van het gesprek aan: "Ik wil u nog even wijzen op uw rechten in de telemarketing. Mocht u hier gebruik van willen maken, kan ik u nu inschrijven voor het Bel-me-niet Register en recht van verzet. Wilt u hier gebruik van maken?"
Wanneer de klant hiermee instemt, dient vervolgens gevraagd te worden of de klant alleen voor het Bel-me-niet Register, alleen voor het recht van verzet of voor beide wil worden ingeschreven, waarna de inschrijving in orde wordt gemaakt.

#### Regels voor telefonische verkoop
Telemarketeers mogen consumenten bellen om iets te verkopen. Dat is in de wet niet verboden. Ze moeten zich wel aan een aantal regels houden. Maar telemarketeers mogen geen mensen bellen die staan ingeschreven in het Bel-me-niet Register.

#### Verplichte informatie
Een telemarketeer moet aan het begin van een gesprek twee dingen vertellen aan de consument:
- Namens welk bedrijf of organisatie hij belt.
- Wat het doel is van het gesprek. Bijvoorbeeld iets verkopen.

Tijdens een verkoopgesprek moet een telemarketeer altijd twee dingen vragen aan de consument:
- Of de consument nogmaals gebeld wil worden door dit bedrijf.
- Of de consument ingeschreven wil worden in het Bel-me-niet Register.

Een standaardzin die gebruikt kan worden is:
"Ik wil u nog even wijzen op uw rechten in de telemarketing. Als u nog even aan de lijn blijft, wordt u door middel van een bandje het recht van verzet en het Bel-me-niet Register aangeboden." Dit gaat via de Interactive voice response (IVR). Bij internationale gesprekken zou de volgende Engelstalige tekst gebruikt kunnen worden: "I would like to point out your rights in telemarketing. When you keep this line open, you will hear an automatic voice response. Here you will receive information on how to opt out of telephone sales. This information is only available in Dutch."
Alleen het recht van verzet of alleen het Bel-me-niet Register aanbieden is dus niet voldoende en ook is het verplicht te vermelden dat het om een bandopname gaat en niet om het recht van verzet en Bel-me-niet Register zelf.
Officieel is het niet wettelijk verplicht het Bel-me-niet Register en recht van verzet aan te bieden via de IVR wanneer er een 'terugbelafspraak' wordt gemaakt of wanneer een klant handmatig in het recht van verzet en/of Bel-me-niet Register wordt gezet (via de directe opt-out), maar veel callcentres hebben hun personeel wel verplicht dit te doen om zichzelf in te dekken.

#### Relaties (Klantbestanden met factuurrelatie)
Consumenten die klant zijn of waren van een bedrijf of instelling mogen altijd gebeld worden. Ook als zij staan ingeschreven in het Bel-me-niet Register. Dit zijn de zogeheten 'warme bestanden'. Telemarketeers zijn wel verplicht hen de twee vragen te stellen en het antwoord gratis te verwerken.
Deze bestanden hoeven niet langs het BMNR filter gehaald te worden.
Met het recht van verzet kan een consument echter wel verzet aantekenen tegen het verder gebruik van zijn/haar telefoonnummer voor telemarketingdoeleinden door het bedrijf waar hij/zij lid of abonnee van is (geweest). Klantbestanden met factuurrelatie moeten daarom wel minstens één keer per 8 weken langs het RVV (recht van verzet) filter gehaald worden.
Wanneer de klant verzoekt om verwijdering van zijn gegevens uit het bestand, is de telemarketeer verplicht hieraan gevolg te geven via de zogeheten direct opt-out. Dit is een handmatig BMNR/RVV filter dat de telemarketeer samen met de klant nog aan de lijn invult.

#### Service Call
Een bedrijf hoeft bij een service call niet te controleren of de klant in het Bel-me-niet Register staat, aangezien er dan geen sprake is van een commerciële boodschap. Voorbeelden hiervan zijn een tevredenheidsonderzoek over een product of dienst of een telefonische enquête.

#### Kanttekening bij het Bel-me-niet Register
Wanneer een consument na de registratie in het Bel-me-niet Register zijn/haar telefoonnummer achterlaat bijvoorbeeld op internet bij spelletjes, prijsvragen en enquêtes, loopt deze consument het risico opnieuw gebeld te worden. Ook als de registratie in het Bel-me-niet Register al geactiveerd was na zes weken.
Telemarketingbedrijven die op deze manier de wet omzeilen, zijn echter wel in overtreding wanneer de consument niet expliciet en ondubbelzinnig toestemming heeft gegeven om gebeld te worden.
Dit heet de direct opt-in en klanten mogen na het geven van expliciete toestemming nog maximaal 12 maanden gebeld worden voor telemarketingdoeleinden.

#### Klachten over telefonische verkoop
Consumenten met klachten over ongevraagde telefonische verkoop, kunnen drie soorten klachten indienen op ConsuWijzer.nl.
- Consument staat langer dan zes weken ingeschreven in het Bel-me-niet Register. Toch wordt de consument gebeld door een bedrijf van wie hij geen klant is of is geweest.
- Een telemarketeer heeft de consument niet de mogelijkheid geboden om niet meer gebeld te worden.
- Een telemarketeer heeft de consument niet de mogelijkheid geboden om hem in te schrijven in het Bel-me-niet Register.

### Code Telemarketing
De Code Telemarketing is geen wetgeving maar het zijn regels die de verschillende telemarketingbedrijven hebben opgesteld om irritatie bij de consument zo veel mogelijk tegen te gaan.
De belangrijkste regels zijn:
- De gelegenheidsvraag aan het begin van het gesprek is verplicht
- Het is verboden een voicemail of antwoordapparaat in te spreken
- Het is verplicht om aan te geven wie de adverteerder is en wat het doel van het gesprek is.
- Het is verplicht om aan te geven wat de vermoedelijke gespreksduur zal zijn als dit naar verwachting meer dan 5 minuten zal bedragen.
- Wanneer een gesprek ongelegen komt, dient de callcentermedewerker het gesprek te beëindigen en mag alleen nog worden gevraagd of er mag worden teruggebeld.
- Als de consument aangeeft het gesprek tussentijds te willen beëindigen, moet de callcentermedewerker hier onmiddellijk gehoor aangeven maar is dan nog wel verplicht het recht van verzet en het Bel-me-niet Register aan te bieden.
- Het is verboden aanbiedingen aan minderjarigen te doen.
- Onbehoorlijke en misleidende benadering is verboden, zoals een commercieel gesprek onder het voorwendsel van marktonderzoek of enquête. Ook suggestieve vraagstelling (vraagstelling die niet berust op feiten) valt hieronder.
- Het is verplicht het recht van verzet en het Bel-me-niet Register aan te bieden en het bandje af te spelen.

Per 1 juli 2012 trad de herziene Code Telemarketing in werking en sindsdien moet beter worden aangegeven hoe callcentermedewerkers het uitschrijfbandje (met het Bel-me-niet Register en het recht van verzet) moeten aankondigen en zijn callcentermedewerkers verplicht te antwoorden als hen wordt gevraagd hoe ze aan de contactgegevens van de consument zijn gekomen. Sindsdien geldt tevens dat je een consument die geen klant is van je organisatie, alleen mag bellen als hij hierom heeft gevraagd en weet wie de aanbieder is, en dan ook eenmalig voor een specifiek aanbod.

### Wet oneerlijke handelspraktijken
In de Wet oneerlijke handelspraktijken (OHP) staat dat agressieve en misleidende verkoop van producten en diensten verboden zijn. Voorbeelden van misleidende verkoop zijn misleidende reclame, het weglaten van belangrijke kenmerken van een product, het niet noemen van bijkomende kosten, een product als gratis aanprijzen terwijl er toch kosten aan verbonden zijn en het verkondigen van onwaarheden.
Voorbeelden van agressieve verkoop zijn: een consument onder druk zetten, ten onrechte beweren dat de aanbieding nog maar zeer kort geldt en dat de consument nu moet beslissen en hardnekkig en ongewenst aandringen bij de consument om akkoord te gaan.

### Wet Koop op Afstand
De wet Koop op Afstand werd geregeld in het Burgerlijk Wetboek in de artikelen 7:46a tot en met 7:46j. Deze wet ging over de situatie als je iets koopt op afstand en dus niet in een winkel. Deze wet was van kracht vanaf 1 februari 2001 en gold voor aankopen tussen die datum en de inwerkingtreding van de Implementatiewet Richtlijn Consumentenrechten op 13 juni 2014. Sinds 2014 worden consumentenrechten voor koop op afstand geregeld in artikel 6:230.
De belangrijkste regels waren:
- De telemarketeer moet de prijs en de kenmerken van het product duidelijk maken aan de consument
- De consument heeft een bedenktijd van 14 kalenderdagen en daarbij het recht de koopovereenkomst zonder opgaaf van redenen te ontbinden. Dit heet de zogenaamde afkoelingsperiode. Dit geldt niet voor loterijen aangezien men hierbij meteen kans maakt op een prijs.
- De bedenktijd gaat in op het moment van het ontvangen van het product of het bestellen van de dienst.
- De telemarketeer is verplicht informatie te geven over de bedenktijd (telefonisch of via de bevestigingsbrief) en wanneer dit wordt nagelaten, wordt de bedenktijd met drie maanden verlengd.
- De consument moet op de hoogte worden gesteld van de wijze van betaling: acceptgiro of automatische incasso.
- De consument moet duidelijk worden gemaakt dat hij/zij een overeenkomst aangaat met het betreffende bedrijf en voor hoelang.
- De commerciële insteek moet meteen aan het begin van het gesprek duidelijk zijn, dus dat de telemarketeer iets wil verkopen.

In de loop van 2012 zou de Wet Koop op Afstand worden gewijzigd en de bedenktijd (afkoelingsperiode) 14 dagen duren en zou de verlenging 1 jaar bedragen wanneer er is nagelaten de consument in te lichten over de bedenktijd.

### Wet bescherming persoonsgegevens
De Wet bescherming persoonsgegevens is van toepassing op telemarketing. Het gaat hierbij zowel om de privacy van de klant als van de callcentre medewerker als er live wordt meegeluisterd door supervisors of wanneer gesprekken worden opgenomen en later (kunnen) worden beluisterd.
Het opnemen van de gesprekken moet een gerechtvaardigd doel dienen, zoals training of controle van de kwaliteit van de gesprekken door het personeel, om geen inbreuk te maken op de privacy.
De klanten hebben de volgende privacy rechten:
- Bij opname van gesprekken zoals de voicelog (bandopname) moeten klanten erover geïnformeerd worden dat het gesprek wordt opgenomen en waarvoor de gegevens worden gebruikt;
- Daarnaast moeten klanten het recht hebben om de opname op ieder moment stop te zetten;
- En klanten moeten toegang hebben tot hun eigen gegevens, voor zover dat redelijk wordt geacht.

Bovendien hebben de consumenten het recht om te weten hoe een bedrijf aan hun persoonsgegevens komt, waar die persoonsgegevens voor worden gebruikt en ook hebben ze het recht op inzage in die gegevens.